# Liste der Monuments historiques in Courcemain
Die Liste der Monuments historiques in Courcemain führt die Monuments historiques in der französischen Gemeinde Courcemain auf.

## Liste der Objekte
| Bezeichnung                | Beschreibung                           | Standort                       | Kennzeichnung | Schutzstatus | Datum | Bild |
| -------------------------- | -------------------------------------- | ------------------------------ | ------------- | ------------ | ----- | ---- |
| Skulptur Heiliger Antonius | Stein, 17. Jahrhundert                 | in der Kirche St-Martin (Lage) | PM51003400    | Inscrit      | 1999  |      |
| Skulptur Madonna mit Kind  | Stein, farbig gefasst, 14. Jahrhundert | in der Kirche St-Martin (Lage) | PM51000331    | Classé       | 1912  |      |
| Skulptur Heiliger Martin   | Stein, 16. Jahrhundert                 | in der Kirche St-Martin (Lage) | PM51003399    | Inscrit      | 1999  |      |
| Kruzifix                   | Holz, 17. Jahrhundert                  | in der Kirche St-Martin (Lage) | PM51003398    | Inscrit      | 1999  |      |